# Kaiser-Wilhelm-Koog
Kaiser-Wilhelm-Koog là một đô thị dọc theo bờ Biển Bắc thuộc huyện Dithmarschen, trong bang Schleswig-Holstein, Đức. Đô thị Kaiser-Wilhelm-Koog có diện tích 13,06 km².